# Махата Елимийски
Махата (на старогръцки: Μαχάτας) е македонски благородник от Горна Македония.
Вероятно е роден в Елимия. Махата е син на Дерда II Елимийски, архонт, принц на Елимия. Брат е на съпругата на Филип II Македонски Фила и на Дердас III. Баща е на македонския войник Филип и благородниците Харпал и Таурон. Принадлежи към род на елимийски принцове, след чието изгонване вероятно Махата живее в двора на Филип II. Според споменаване на Плутарх вероятно Махата не се е радвал на уважение в двора, съответстващо на предишния му ранг.